# Прапор і герб кантону Санкт-Галлен
Прапор і герб Нідвальдена — офіційні символи кантону Санкт-Галлен, що містить зображує білі (геральдично срібні) фасції (лікторський пучок, пучок палиць з сокирою) на зеленому тлі.

## Опис
Офіційним гербом з 1981 року є:
«Державний герб зображує на зеленому тлі срібний пучок палиць (фасцій), перев'язаний зеленою стрічкою, з п'ятьма палицями, що звужуються до кінців, і геральдичною сокирою, спрямованою вправо. Пучок палиць, як правило, розміщений на щиті. Пучок палиць є символом злагоди та суверенітету».
Кольори кантону — зелений та білий.
Хоча кантон отримав свою назву від однойменного міста, герб кантону був створений 1803 року. Чинний опис 1981 року є результатом численних консультацій (у 1848, 1925, 1931, 1942, 1946 та 1951 роках), оскільки герб, затверджений у 1803 році, неодноразово ставав предметом дискусій. Початкове рішення 1803 року визначало герб більш стисло, як:
«Срібні фасції, обв'язані широкою зеленою стрічкою у зеленому полі».
Вексилологічний опис прапора Санкт-Галлена: «Зелений з білим пучком, пов'язаним перехресною стрічкою, з п'ятьма видимими жердинами та білою сокирою, спрямованою до древка та загостреною ззаду».
Прапор і герб ідентичні. Сокира повернута до флагштока, а на гербі вона дивиться геральдично праворуч.
Кольори герба були визначені як «білий і світло-зелений». У постанові 1803 року також передбачалося, що фасції, «символ злагоди і суверенітету», складаються з восьми палиць, що символізують вісім округів кантону.
На вебсайті кантону Санкт-Галлен наведено таке пояснення:
- Фасції ліктора, успадковані від римлян, символізують єдність і рівність громадян між собою[6], так само як фасції, що використовувалися під час Французької революції. Потрібно уявити фасції ліктора у трьох вимірах, щоб зрозуміти, що фасції складаються з восьми стрижнів (три з них, таким чином, приховані у двовимірному зображенні), що представляють вісім кантональних округів на момент створення нового кантону в 1803 році після Акту про медіацію, а саме: Санкт-Галлен, Роршах, Госсау, Верхній Тоггенбург, Нижній Тоггенбург, Райнталь, Зарганс та Уцнах.
- Зелені стрічки символізують солідарність.
- Сокира символізує силу та міць одне одного разом.
- Зелений, колір лібералів того часу[6], був запозичений з прапора Гельветської республіки, символізуючи свободу.
- Білий колір символізує невинність, оскільки нова держава мала звільнитися від несправедливості привілеїв давніх часів.

З 2011 року вебсайт уряду Санкт-Галлена представляє його герб у формі швейцарського щита у нижній частині. У цьому відношенні слід пам'ятати, що геральдика визначає лише символи, але форма останніх певним чином підлягає вільному розгляду, якщо не зазначено інше. Таким чином, якщо форма щита чітко не вказана в геральдичному описі, форма щита не має великого значення.

## Історія
Вибір зеленого кольору в трьох нових кантональних гербах 1803 року (Сен-Галлену, Тургау, Во, а в 1815 році також Невшателя, тоді як зелений повністю відсутній у гербах Тринадцяти старих кантонів) не був випадковим, а стосується Гельветійської республіки. Вибір фасцій також пов'язаний з ідеалами Французької революції (і, можливо, опосередковано зі Стародавнім Римом); в емблемі Першої французької республіки (з 1794 року) використовувалися фасції, сокира яких зображувалася не лише як бойова сокира з «колючкою», а й з наконечником списа, фактично як алебарда; аналогічно в емблемі Циспаданської республіки (1797).
Указ 1803 року затвердив герб і печатку, але не прапор. Ранні піхотні прапори кантону (1804) зображують суцільний білий хрест на зеленому полі із золотим написом «CANTON SANCT GALLEN». Прапор «Добровольчого легіону», також 1804 року, зображує герб з лавровим вінком у центрі білого хреста, подібно до піхотного прапора 1817 року.
На зображеннях XIX століття фасції зображуються дуже по-різному, часто пучок малювався в перспективі, так що було видно вісім палиць, іноді чотири спереду і чотири ззаду, іноді сім палиць, розташованих навколо центральної восьмої. Сокира також була зображена по-різному: іноді ліворуч, іноді праворуч. На найдавніших зображеннях 1804 і 1806 років, а також на кантональних монетах (з 1807 року) сокира зображена геральдично ліворуч. У 1848 році уряд кантону прийняв рішення, що обидва напрямки є допустимими.
З 1931 і до 1951 року до сокири додавали чорний хрест, щоб підсилити відчуття приналежності до Швейцарії, уникнути плутанини та дистанціюватися від італійського фашистського символу. Це зображення можна побачити на вебсайті дизайнерів нового герба 2011 року або в деяких виданнях книг колекції марок «Kaffee HAG». Досі продаються (у 2017 році) різні предмети з цим хрестом, такі як наліпки або навіть вишиті значки.
З 1946 року офіційно використовувалося неперспективне зображення фасцій, на якому видно лише п'ять із восьми жердин. Зображення з п'ятьма палицями було створено Антоном Бльохлінгером, який у 1942 році на замовлення уряду кантону виготовив вітрину для ратуші Швіца. Його зображення було затверджено для офіційного використання в 1946 році. Крім того, для офіційних друкованих видань було встановлено співвідношення 11:4 для пучка палиць. Зміна була обґрунтована тим, що поділ кантону на вісім округів вже не існував з 1831 року (лише з 2002 року знову існує вісім виборчих округів). Сокира або алебарда продовжували зображатися в різних формах, часто зі швейцарським хрестом на лезі, іноді з шипом, іноді без нього. У рішенні уряду 1946 року сокира була перейменована на «бойову сокиру», але геральдисти, яких консультували при прийнятті рішення 1981 року, заперечили це як неправильне і підтримали повернення до назви «сокира»; сокира в пучку лікторів символізує судову владу, а не військову міць, тому її слід зображати як сокиру ката, а не бойову сокиру. Всупереч цій рекомендації, в офіційному зображенні продовжували використовувати шип. Після рішення уряду 1981 року про блазонування було прийнято ряд рішень уряду, які містили графічне зображення герба для єдиного офіційного використання в якості логотипу (26 квітня 1983 року, 10 квітня 1984 року). Лише з моменту прийняття чинного сьогодні рішення від 17 серпня 2010 року (набрало чинності 1 березня 2011 року) сокира в гербі кантону Санкт-Галлен тепер зображується без шипа, принаймні в офіційному варіанті. Також було переосмислено відтінок зеленого кольору, що використовується («Для зеленого кольору використовується позначення Pantone 355 °C»).

## Інші вексилологічні та геральдичні зображення
Прапор також випускається у вигляді орифлами, з хвостом або з плоскою основою. Прапор-орифлама кантонів, на якому у верхній частині зображено прапор кантону, а в нижній частині — кольори кантону, називається «повним» прапором.
Герб знаходиться на задніх номерних знаках транспортних засобів, зареєстрованих у кантоні Санкт-Галлен.

Прапор міста Санкт-Галлена (1790)
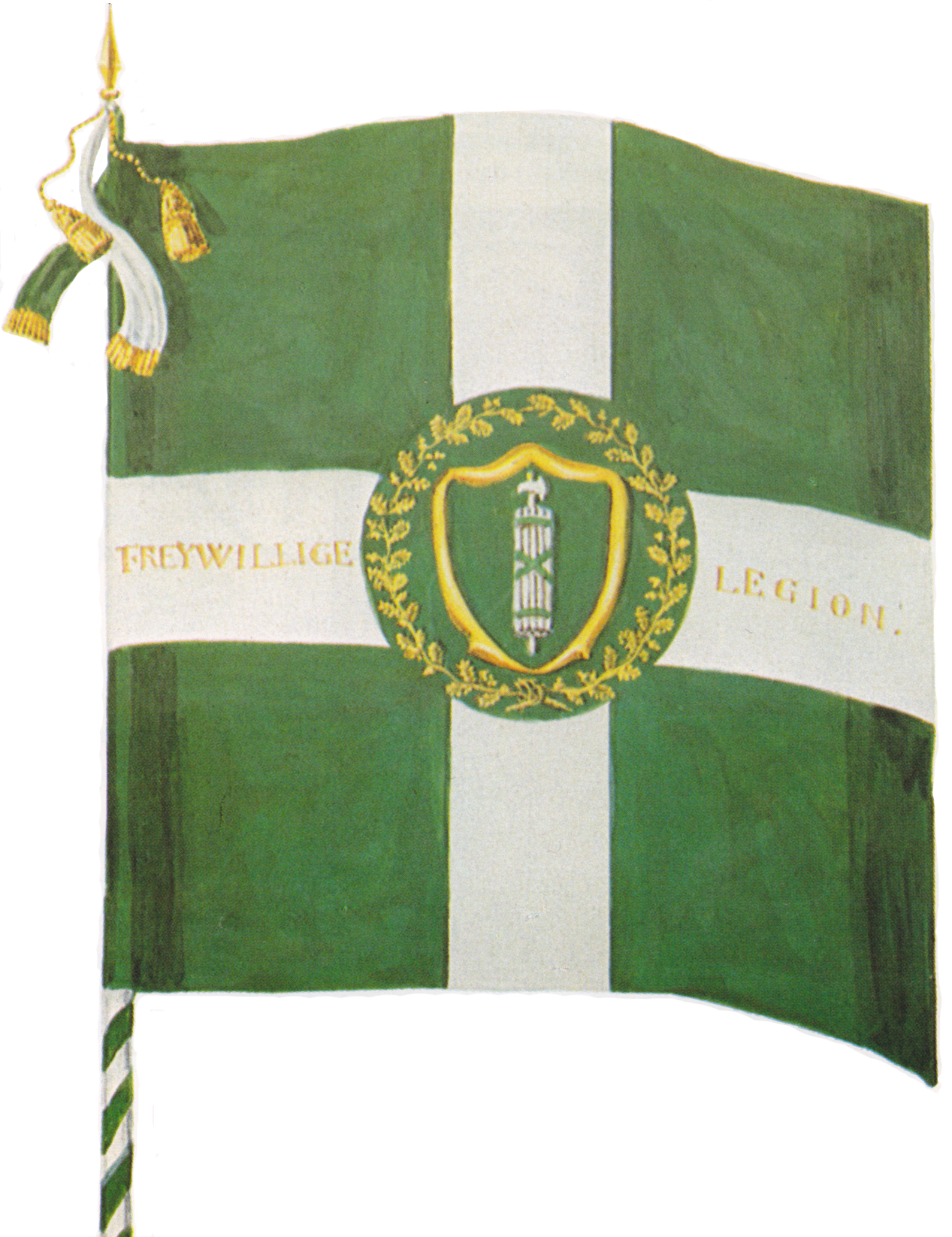
Прапор Добровольчого легіону кантону Санкт-Галлен (1804): геральдичний сокира, спрямована вліво, з вигнутим лезом і вісьмома держаками, видимими в перспективі (знизу)
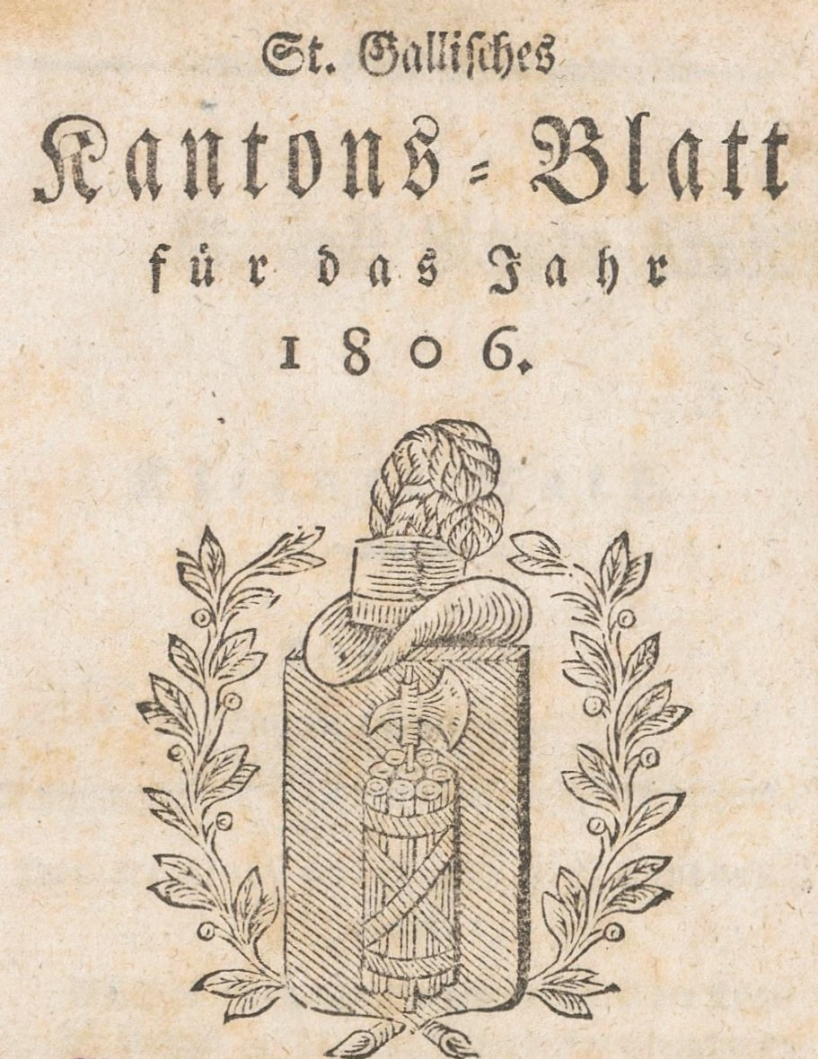
Ілюстрація в кантональній газеті 1806 року
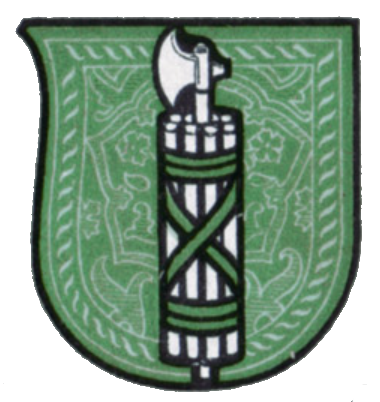
Ілюстрація приблизно 1905 року
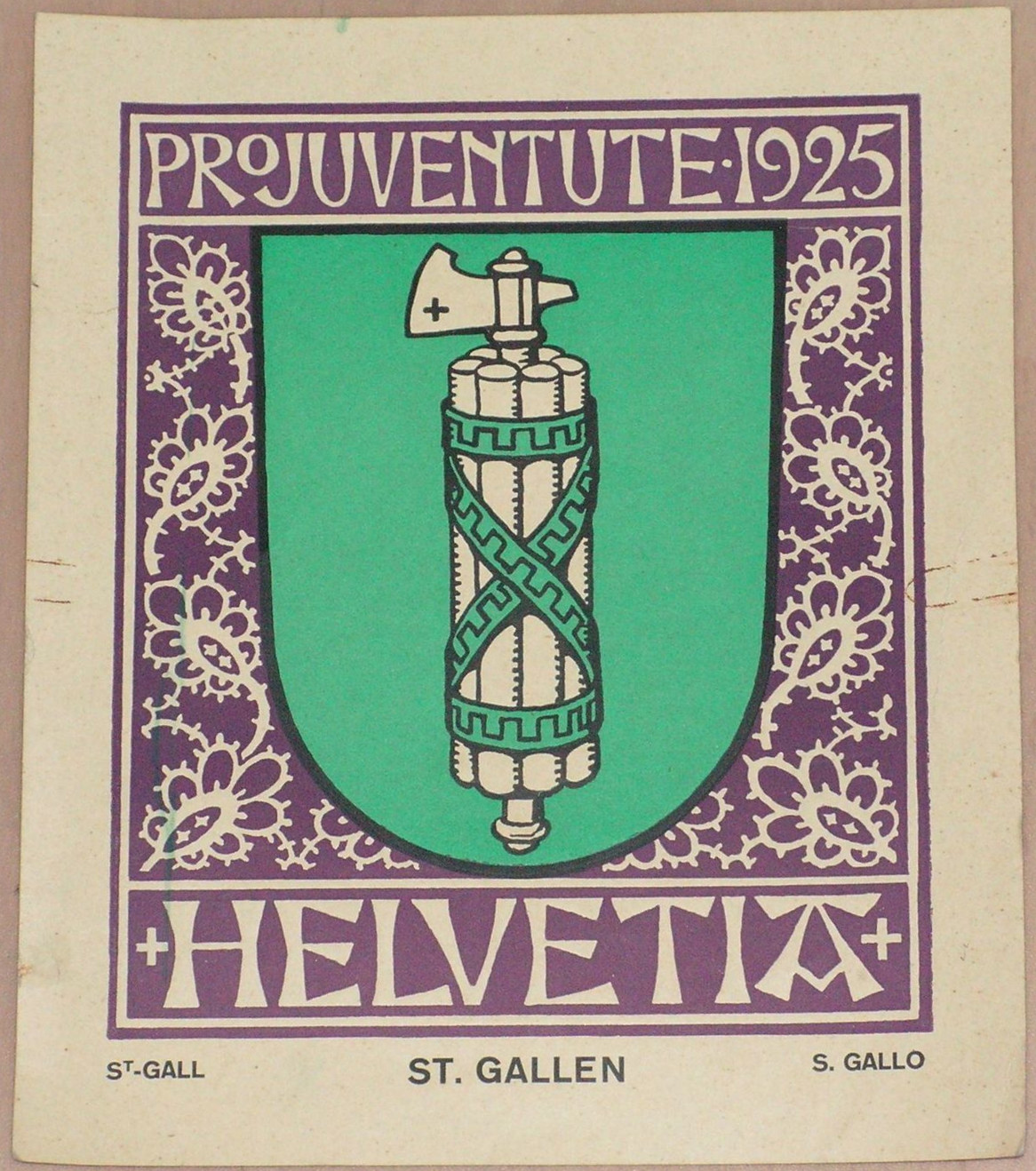
Ілюстрація 1925 року (Pro Juventute)
Альтернативний прапор кантону Санкт-Галлен з кінця 1930-х до 1951 року.
Офіційно вживана форма герба з 1946 по 2011 рік
Повний прапор Санкт-Галлена
Форма щита, що використовується в офіційному вжитку
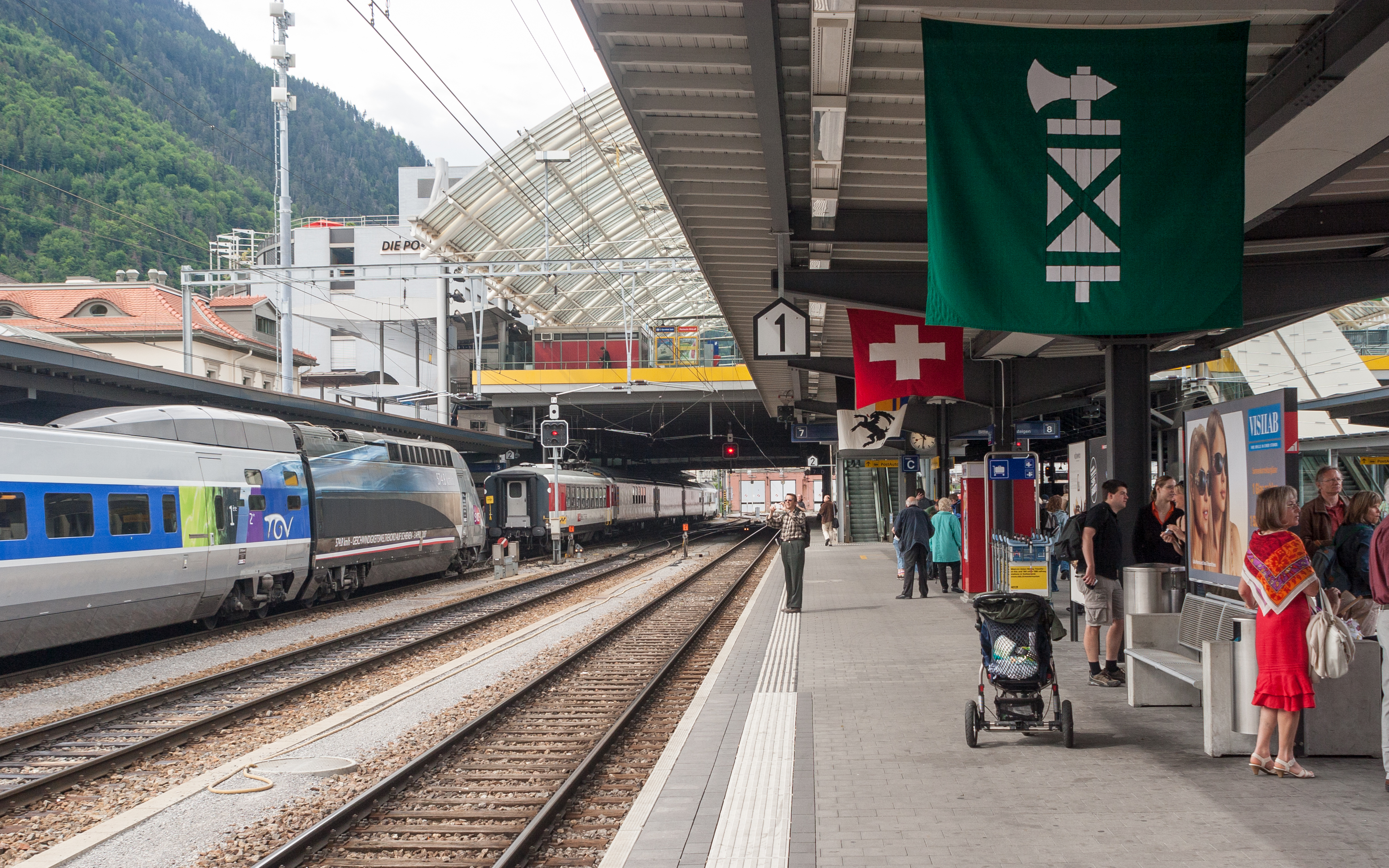
Залізнична станція Кур, 25 травня 2008 року
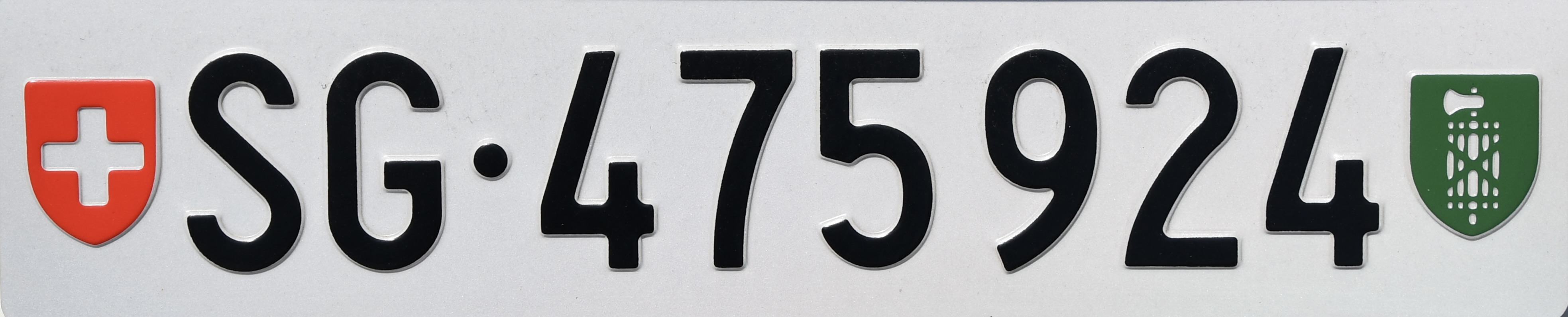
Задній номерний знак Санкт-Галлена

## Вебпосилання
- св. Герб Галлена, Державна канцелярія Санкт-Галлена
- Герб кантону Санкт-Галлен, Державний архів Санкт-Галлена
- sGS 113.1 — Постанова про герб, систематичний збірник законів кантону Санкт-Галлен